# Université du Mississippi
L'université du Mississippi (University of Mississippi en anglais) aussi connue par son surnom d'Ole Miss est une université publique située à Oxford, Mississippi aux États-Unis. Fondée en 1848, l'école est composée du campus principal d'Oxford et de trois campus annexes à Booneville, Tupelo et Southaven.
L'université du Mississippi dispose aussi d'une station expérimentale à Bay Springs, Abbeville et d'un centre médical à Jackson.
L'université du Mississippi revendique soixante-neuf pour cent d'étudiants de premier cycle originaires du Mississippi et dix-neuf pour cent de l'ensemble de ses étudiants issus de minorités, les étudiants étrangers provenant de soixante-sept pays différents.

## Histoire

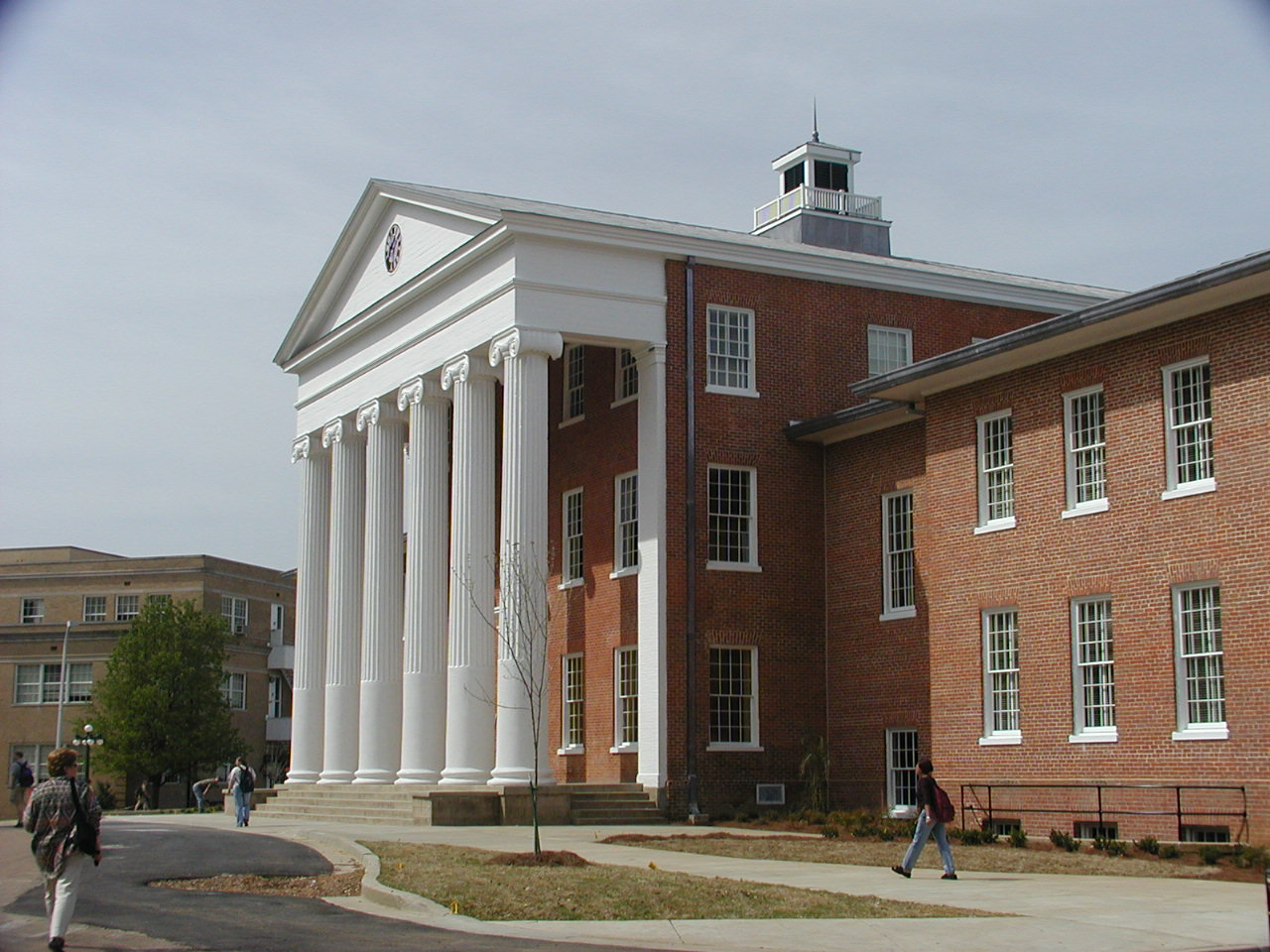
Le Lycée

### Étymologie
L'université a acquis son surnom « Ole Miss » grâce à un concours organisé en 1896. La même année, l'annuaire des étudiants était publié pour la première fois et on a demandé, sous la forme d'un concours, aux étudiants de trouver un nom pour cet ouvrage. C'est Elma Meek qui a proposé le nom gagnant. On notera que le terme "Ole Miss" ne fait pas référence au Mississippi mais était utilisé par les esclaves pour appeler l'épouse du propriétaire d'une plantation. Le surnom fut ensuite adopté par l'université.

### Architecture

#### Lycée
Le Lycée, construit en 1848 est le bâtiment le plus ancien du campus. Pendant sa première année, il accueillait toutes les salles de classe et les bureaux des enseignants de l'université. Le Lycée est maintenant le bâtiment administratif de l'université. Sa façade de colonnades est représentée sur le blason de l'université, accompagné de la date de création.

#### École de médecine
L'École de médecine, qui était initialement située à l'extrémité orientale du campus a été utilisé comme hôpital pendant la guerre de Sécession pour les soldats de l'Union comme les Confédérés, en particulier lors de la bataille de Shiloh. L'École de médecine est maintenant située à Jackson et le premier bâtiment, qui servit de dortoir aux étudiants masculins pendant les dernières années d'utilisation, a été condamné au début des années 1970 pour être finalement remplacé par un nouveau bâtiment de chimie au milieu des années 1970. Les soldats qui sont morts à l'hôpital du campus ont été enterrés dans une fosse commune située à l'angle Nord-Est du Colisée, construit cent ans plus tard pour accueillir des concerts et des matchs de basketball.

### Guerre de Sécession et Reconstruction
L'éclatement de la guerre de Sécession interrompit le déroulement des cours alors que l'ensemble des étudiants et des professeurs d'Ole Miss se sont enrôlés dans l'armée confédérée. Leur compagnie, la compagnie A, 11e d'infanterie du Mississippi, était surnommée University Grays et a connu de nombreuses victimes. Un grand nombre de ces victimes est survenu pendant la charge de Pickett à la bataille de Gettysburg le 3 juillet 1863 lorsque les University Grays opérèrent la plus profonde percée dans les lignes unionistes. Certains des soldats parvinrent même à traverser le mur de fortification défensive de l'Union pour finir tués, blessés ou capturés. Le jour suivant, les forces confédérées déposèrent les armes à Vicksburg (Mississippi); ces deux batailles réunies sont considérées comme le tournant de cette guerre.
Quand Ole Miss a rouvert ses portes, seul un membre des University Grays put rendre visite à l'université pour s'adresser aux étudiants. L'université fut dirigée pendant la période de l'après-guerre par l'ancien général confédéré A.P. Stewart, un natif de Rogersville. Il présida l'université de 1874 à 1886.

### Années 1930
Pendant les années 1930, le gouverneur du Mississippi Theodore G. Bilbo souhaitait déplacer l'université du Mississippi à Jackson et en fut empêché par le chancelier Alfred Hume qui organisa une visite d'Ole Miss et de la ville voisine d'Oxford qui impressionna les parlementaires du Mississippi.

### La fin de la ségrégation

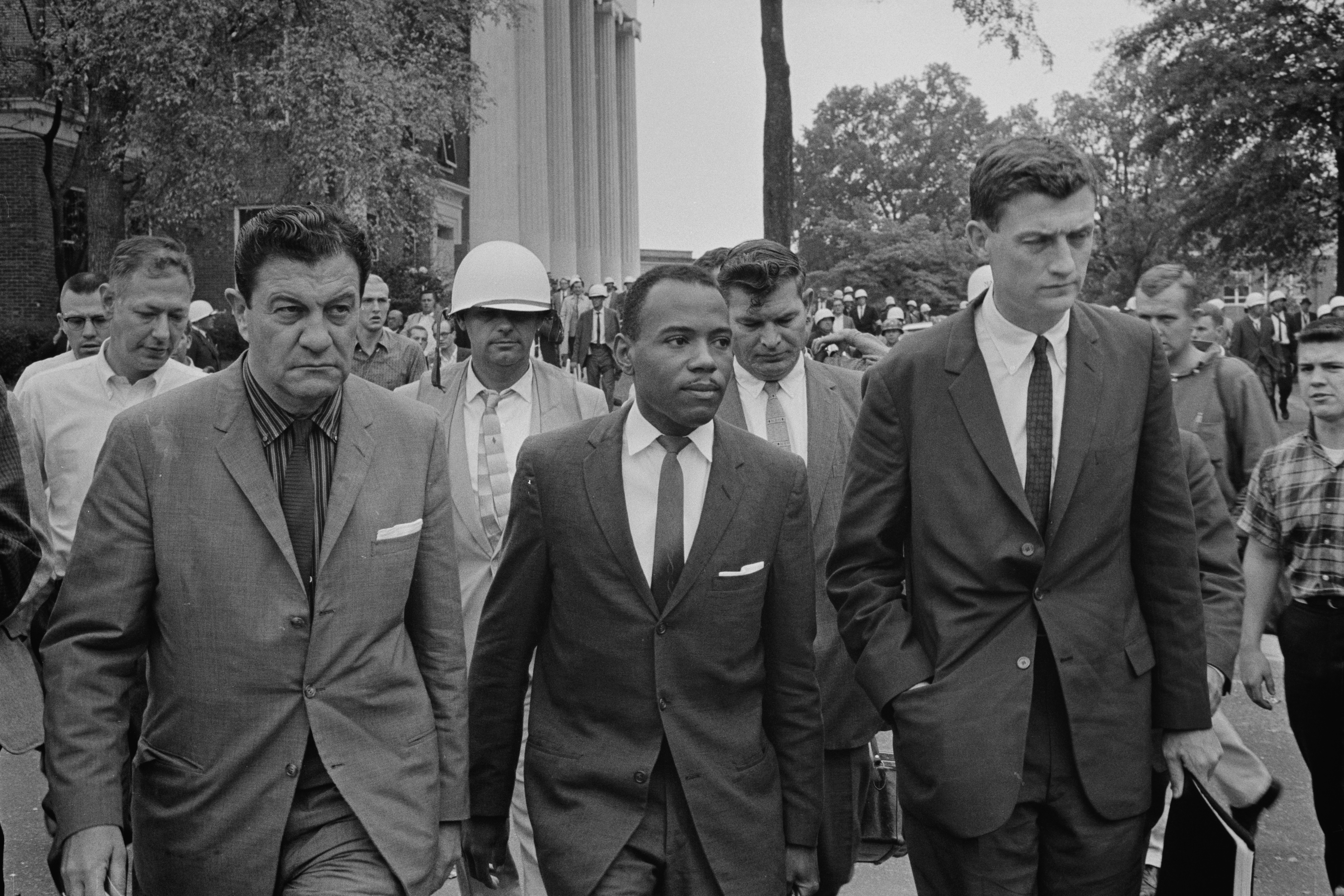
James Meredith, accompagné par des U.S. Marshals.

La déségrégation est intervenue à Ole Miss au début des années 1960 grâce à l'action du vétéran de l'United States Air Force James Meredith de Kosciusko (Mississippi).
Des éléments ségrégationnistes protestèrent par des émeutes contre les forces fédérales causant deux morts.

### Débat présidentiel
L'université du Mississippi a accueilli le premier débat des candidats à l'élection présidentielle américaine de 2008, entre les sénateurs John McCain et Barack Obama.

## Enseignement

### Sections de l'université

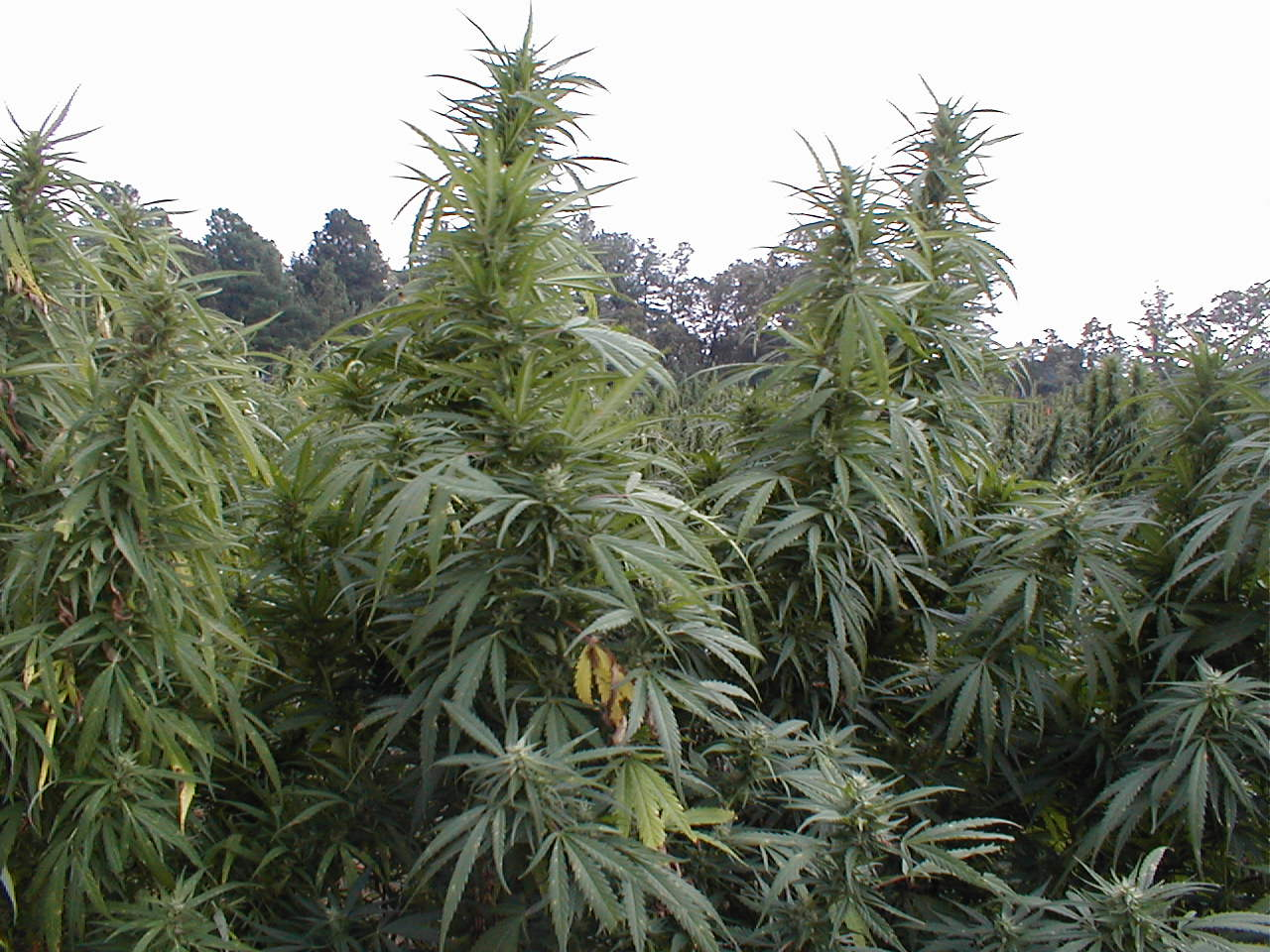
Marijuana médicinale cultivée par l'université pour l'administration fédérale.

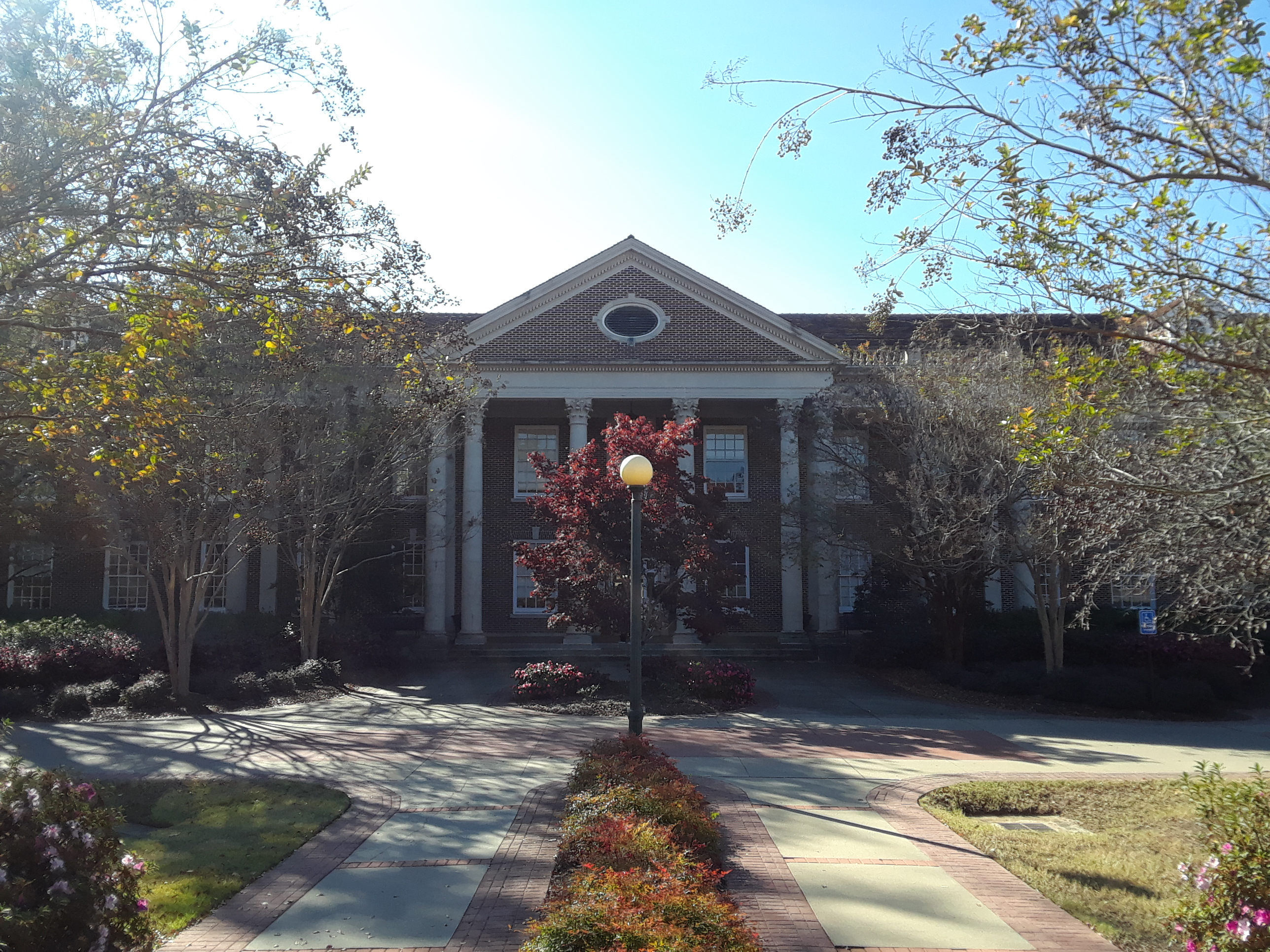
Bondurant Hall sur le campus de l'université du Mississippi, œuvre de Frank P. Gates.

Sections autorisées à délivrer des diplômes situées sur le campus principal, à Oxford :
- École de comptabilité
- École de sciences appliquées
- École de commerce (University of Mississippi School of Business Administration)
- École des sciences de l'éducation
- École d'ingénieurs (University of Mississippi School of Engineering)
- Collège des arts libéraux
- École d'infirmières
- École d'études avancées
- Faculté de droit (University of Mississippi School of Law)
- Faculté de pharmacie (créée en 1908)
- École de journalisme et des nouveaux médias Edwin et Becky Meek (créée en 2009)

Unités situées sur le site du centre médical de l'université du Mississippi (en), à Jackson :
- École d'odontologie
- École des professions de santé
- École d'infirmières (disposant d'une antenne sur le campus principal)
- Faculté de médecine
- École d'études avancées en sciences de la santé

Sous la direction du docteur James Hardy, les chirurgiens du centre médical de l'université ont pratiqué, en 1963, la première transplantation d'un poumon humain et, en 1964, la première transplantation cardiaque de l'animal à l'homme. C'est le cœur d'un chimpanzé qui a été utilisé, en raison des recherches conduites par James Hardy sur les primates pendant les neuf années précédentes,.
L'antenne de l'université à Abbeville est un laboratoire naturel utilisé pour l'étude, la recherche et l'enseignement sur les écosystèmes durables en eau douce. L'établissement exploite une plantation qui est encore en 2013 la seule unité légale de culture de marijuana aux États-Unis : depuis 1968, l'administration fédérale a concédé à l'université la production de cannabis à l'usage tant des projets de recherche autorisés sur la plante que des quelques patients encore soignés au cannabis médical, en vertu d'un programme lancé en 1978 et annulé en 1991,.
L'université abrite l'un des fonds d'archives les plus importants du pays sur la musique de blues. Une partie du fonds est due à la contribution de BB King, qui a fait don de la totalité de sa collection de disques personnelle. La collection Arts et Spectacle Mamie et Ellis Nassour, qui comprend un grand nombre de scripts de théatre et de cinéma, des photographies et des souvenirs, a été inaugurée en septembre 2005. Les archives incluent le premier enregistrement commercial d'un morceau de blues, une chanson intitulée « Crazy Blues » interprétée par Mamie Smith en 1920.